# História do teatro

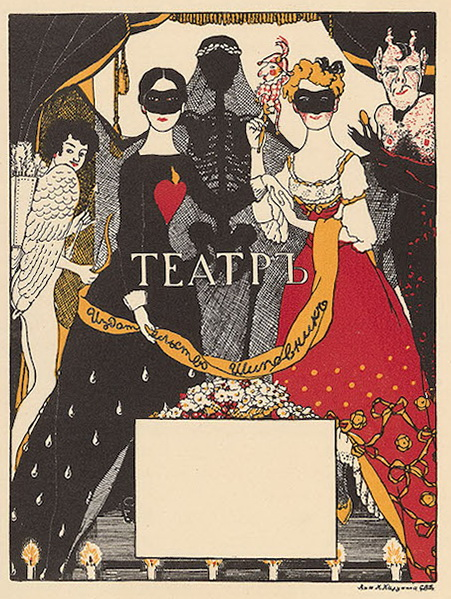
Ilustração de Konstantin Somov para O Teatro de Alexander Blok (1909)

O teatro surgiu a partir do cotidiano do ser humano, através das suas necessidades. O humano primitivo caçava e era selvagem, por isso sentia necessidade de dominar a natureza. Nessas necessidades surgem o desenho e o teatro na sua forma mais primitiva. O teatro primitivo eram danças dramáticas coletivas que tratavam do seu dia a dia, uma espécie de ritual de celebração, agradecimento ou perda. Estas pequenas evoluções deram-se com o passar de vários anos. Com o tempo, o homem passou a realizar rituais sagrados na tentativa de acalmar os efeitos da natureza, harmonizando-se com ela. Os mitos começaram a evoluir, surgem danças miméticas.
Com o surgimento da civilização egípcia os pequenos rituais tornaram-se grandes rituais formalizados e baseados em mitos. Cada mito conta como uma realidade que veio a existir. Os mitos possuíam regras de acordo com o que propunha o estado e a religião, eram apenas a história do mito em ação, ou seja, em movimento. Estes rituais propagavam as tradições e serviam para o divertimento e a honra dos nobres.
Na Grécia sim, surge o teatro, a partir do ritual, como é possível perceber na origem da palavra tragédia - o canto do bode. Surge o “ditirambo”, um tipo de procissão informal que servia para homenagear o deus Dioniso (deus do vinho). Mais tarde o “ditirambo” evoluiu, tinha um coro formado por coreutas e pelo corifeu, eles cantavam, dançavam, contavam histórias e mitos relacionados a Deus. A grande inovação deu-se quando se criou o diálogo entre coreutas e o corifeu. Cria-se assim a ação na história e surgem os primeiros textos teatrais.

## Teatro na Grécia Antiga
A consolidação do teatro, na Grécia Antiga, deu-se em função das manifestações em homenagem ao deus do vinho, Dioniso ou Baco (em Roma). A cada nova safra de uva, era realizada uma festa em agradecimento ao deus, através de procissões. Com o passar do tempo, essas procissões, que eram conhecidas como "Ditirambos", foram ficando cada vez mais elaboradas, e surgiram os "diretores de Coro", os organizadores de procissões. Os participantes cantavam, dançavam e apresentavam diversas cenas das peripécias de Dionísio e, em procissão urbanas, se reuniam aproximadamente 20 mil pessoas, enquanto que em procissões de localidades rurais (procissões campestres), as festas eram menores.
O primeiro diretor de coro foi Téspis, que foi convidado pelo tirano Pisístrato para dirigir a procissão de Atenas. Téspis desenvolveu o uso de máscaras para representar, pois em razão do grande número de participantes era impossível todos escutarem os relatos, porém podiam visualizar o sentimento da cena pelas máscaras. O "Coro" era composto pelos narradores da história, que através de representação, canções e danças, relatavam as histórias do personagem. Ele era o intermediário entre o ator e a plateia, e trazia os pensamentos e sentimentos à tona, além de trazer também a conclusão da peça. Também podia haver o "Corifeu", que era um representante do coro que se comunicava com a plateia do acontecimento.
Em uma dessas procissões, Téspis inovou ao subir em um "tablado" (Thymele – altar), para responder ao coro,logo em seguida tespis se passou por Dionisio, fingindo que o espírito de Dioniso adentrou no seu corpo, e assim, tornou-se o primeiro respondedor de coro (hypócrites). Em razão disso, surgiram os diálogos e Téspis tornou-se o primeiro ator grego.

### Destaques
Muitas das tragédias escritas se perderam e na atualidade são três tragediógrafos conhecidos e considerados importantes: Ésquilo, Sófocles e Eurípedes.
Ésquilo (525 a 456 a.C. aproximadamente), principal texto: Prometeu Acorrentado. Tema Principal que tratava: contava fatos sobre os Deuses e os Mitos.
Sófocles (496 a 406 a.C. aproximadamente), principal texto: Édipo Rei. Tema principal que tratava: das grandes figuras Reais.
Eurípides (484 a 406 a.C. aproximadamente), principal texto: As Troianas. Tema principal que tratava: dos renegados, dos vencidos (Pai do Drama Ocidental e Oriental)
Aristófanes e a Comédia: dramaturgo grego (445 a 386 a.C.). É considerado o maior representante da comédia antiga.

### Tragédia greco-romana
Muito se discute a origem do teatro grego e, consequentemente, das tragédias. Aristóteles, em sua Poética, apresenta três versões para o surgimento da tragédia. A primeira versão argumenta que a tragédia, e o teatro, nasceram das celebrações e ritos a Dionísio, o deus campestre do vinho. Em tais festividades, as pessoas bebiam vinho até ficarem embriagadas, o que lhes permitia entrar em contato com o deus homenageado. Homens fantasiados de bodes (em grego, tragos) encenavam o mito de Dionísio e da dádiva dada por ele à humanidade: o vinho. Esta é a concepção mais aceita atualmente, pois explica o significado de tragédia com o bode, presente nas celebrações dionisíacas.
A segunda versão relaciona o teatro com os Mistérios de Eleusis, uma encenação anual do ciclo da vida, isto é, do nascimento, crescimento e morte. A semente era o ponto principal dos mistérios, pois a morte da semente representava o nascimento da árvore, que por sua vez traria novas sementes. A dramatização dos mistérios permitiria o desenvolvimento do teatro grego e da tragédia.
A terceira concepção para o nascimento da tragédia, e a aceita por Aristóteles, é de que o teatro nasceu como homenagem ao herói dório Adrausto, que permitiu o domínio dos Dórios sobre os demais povos indo-europeus que habitavam a península. O teatro seria a dramatização pública da saga de Adrausto e seu triste fim.
A análise das obras dos principais autores trágicos, Ésquilo, Sófocles e Eurípedes, como empreendida por Albin Lesky (A tragédia grega) e Junito Brandão (Teatro Grego: origem e evolução), nos conduz a um denominador comum da tragédia: o métron de cada um. Parte da concepção grega do equilíbrio, harmonia e simetria e defende que cada pessoa tem um métron, uma medida ideal. Quando alguém ultrapassava seu métron, seja acima ou abaixo dele, estaria tentando se equiparar aos deuses e receberia por parte deles a "cegueira da razão". Uma vez cego, esse alguém acabaria por vencer sua medida inúmeras vezes até que caísse em si, prestes a conhecer um destino do qual não pudesse escapar.
A tragédia seria assim uma popularização do "mito de Procrusto". Este convidava os viajantes a se hospedarem em sua casa, mas tinha uma cama muito grande e outra cama minúscula. Durante a noite, Procrusto procurava adequar o viajante à cama escolhida, serrando os pés dos que optavam pela cama pequena ou esticando os que escolhessem a cama grande. O objetivo de Procrusto era colocar cada um na sua medida, ou melhor, no seu métron.
Como ensinou Aristóteles, a tragédia não era vista com pessimismo pelos gregos e sim como educativa. Tinha a função de ensinar as pessoas a buscar a sua medida ideal, não pendendo para nenhum dos extremos de sua própria personalidade. Para o filósofo de Estagira, entretanto, a função principal da tragédia era a catarse, descrita por ele como o processo de reconhecer a si mesmo como num espelho e ao mesmo tempo se afastar do reflexo, como que "observando a sua vida" de fora. Tal processo permitiria que as pessoas lidassem com problemas não resolvidos e refletissem no seu dia-a-dia, exteriorizando suas emoções e internalizando pensamentos racionais. A reflexão oriunda da catarse permitiria o crescimento do indivíduo que conhecia os limites de seu métron. A catarse ocorreria quando o herói passasse da felicidade para a infelicidade por "errar o alvo", saindo da sua medida ideal.
A questão da "medida de cada um" é recorrente na obra dos trágicos, mas trabalhada de forma diferente de acordo com a concepção de destino. O objetivo de Ésquilo era homenagear Zeus como principal deidade, prevendo o destino de cada um. Quando alguém tentava fugir de seu destino, por sair de seu métron, acabava cumprindo o destino escrito por Zeus. Basta ler a Oréstia para perceber a visão de destino e o papel de Zeus.
Sófocles, por sua vez, escreveu verdadeiras odes à democracia, pregando abertamente que somente ela poderia aproximar os homens dos deuses. Aquele que não respeitava a democracia (representada pelo coro), procurava se auto-governar e fugir de seu destino terrível, teria como resultado final aquele mesmo destino que destemidamente lutava contra. Para ele, o homem só encontraria sua medida na vida pública, atuando na pólis, por intermédio da democracia ateniense. Isso fica muito claro em Antígone (na oposição entre lei humana e lei divina, mostrando que a lei humana emanada pela democracia, ou coro se aproximava da lei dos deuses) e em Electra.
Em compensação, Eurípedes dizia que o coração feminino era um abismo que podia ser preenchido com o poder do amor ou o poder do ódio. É visto por muitos como o primeiro psicólogo, pois se dedicava ao estudo das emoções na alma humana. Aristóteles o chamou de o "maior dos trágicos", porque suas obras conduziam a uma reflexão - catarse - que os demais trágicos não conseguiam. Apesar de Eurípedes enfatizar a mulher e como ela poderia fazer grandes coisas quando apaixonada ou tomada de ódio, ele chegou a ser considerado machista, pelo motivo dele exagerar na personagem deixando com certo ponto de vista para algumas pessoas, como uma crítica, de como a mulher poderia ser "descontrolada" algumas vezes, contudo essa não era a intenção dele. Defendia que o amor e o ódio eram os responsáveis pelo afastamento da medida de cada um. Podemos destacar Medeia e Ifigênia em Áulis como duas peças de Eurípedes nas quais os sentimentos e emoções são levados à flor da pele.

## Cenários no século XIX

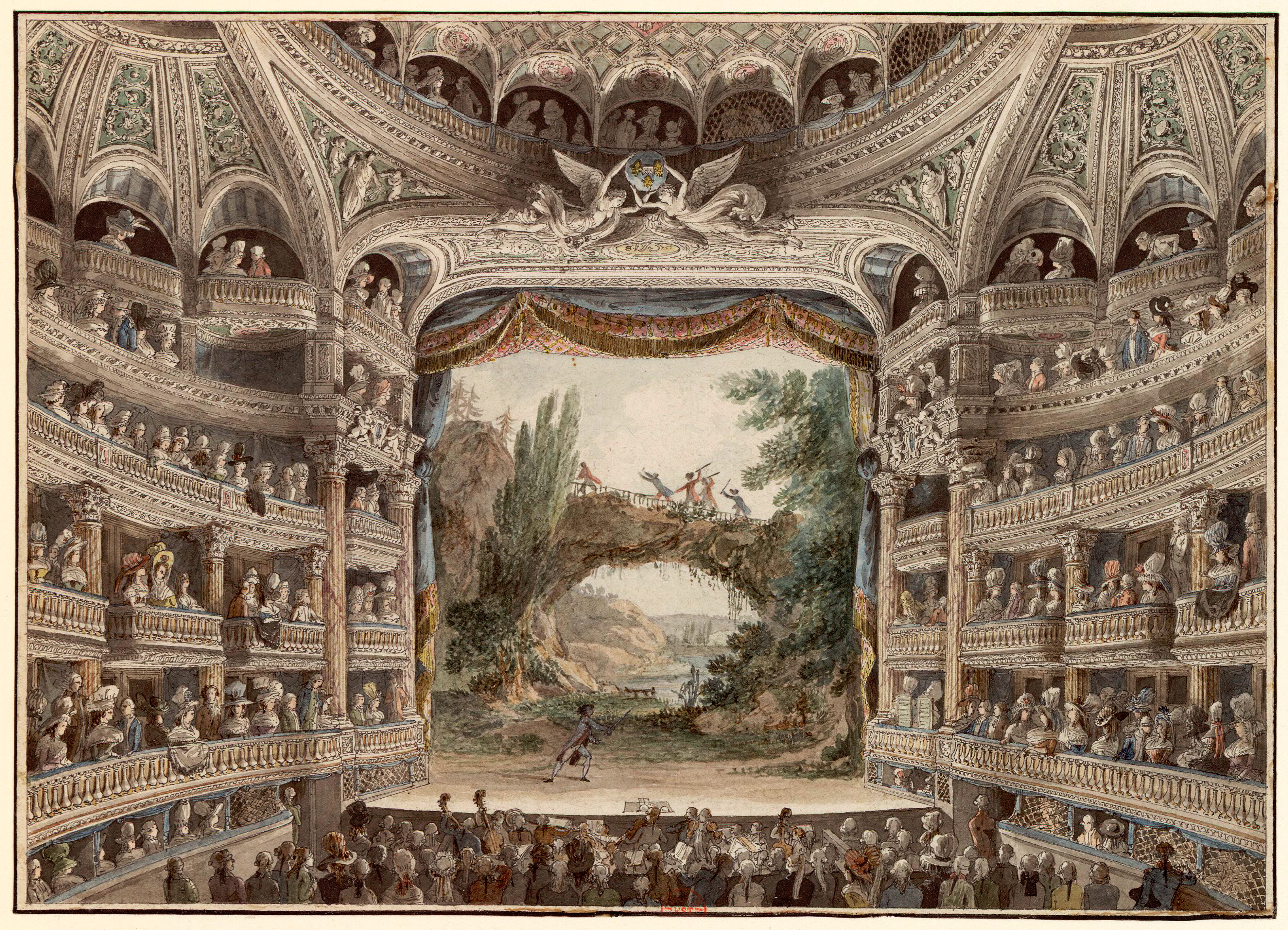
O interior do Comédie-Française em Paris, (França), onde se pode ver o palco, os camarotes, galerias e fosso da orquestra, a partir de uma aguarela do século XVIII

No século XIX havia uma preocupação obsessiva com a autenticidade de cenários. Até mesmo cavalos vivos subiam ao palco. O desenvolvimento tecnológico modificou todo o aparato técnico que cercava o espetáculo: luzes, cenários, som e efeitos especiais diversos.
O cenógrafo suíço Adolphe Appia entendia os recursos cênicos como meios para colocar o ator no foco das atenções e propôs a iluminação como principal criadora de ambiência, num cenário vazio e abstrato. Os cenários tornaram-se cada vez mais detalhados e toda tentativa de abstração ou simbolismo foi condenada, como expressão de formalismo burguês e vazio, algo bem comum na época. O teatro grego na época era comum.